# Abordagens bayesianas da função cerebral
As abordagens bayesianas da função cerebral investigam a capacidade do sistema nervoso de operar em situações de incerteza de uma forma próxima do ótimo prescrito pelas estatísticas bayesianas. Este termo é usado em ciências comportamentais e neurociências, e estudos associados a ele geralmente se esforçam para explicar as habilidades cognitivas do cérebro com base em princípios estatísticos. É frequentemente assumido que o sistema nervoso mantém modelos probabilísticos internos que são atualizados pelo processamento neural de informações sensoriais usando métodos que se aproximam dos da probabilidade bayesiana.

## Origens
Este campo de estudo tem suas raízes históricas em diversas disciplinas, incluindo aprendizado de máquina, psicologia experimental e estatística bayesiana. Já na década de 1860, com o trabalho de Hermann Helmholtz em psicologia experimental, a capacidade do cérebro de extrair informações perceptivas de dados sensoriais foi modelada em termos de estimativa probabilística. A ideia básica é que o sistema nervoso precisa organizar dados sensoriais em um modelo interno preciso do mundo exterior.
A probabilidade bayesiana foi desenvolvida por muitos colaboradores importantes. Pierre-Simon Laplace, Thomas Bayes, Harold Jeffreys, Richard Cox e Edwin Jaynes desenvolveram técnicas e procedimentos matemáticos para tratar a probabilidade como o grau de plausibilidade que poderia ser atribuído a uma dada suposição ou hipótese com base nas evidências disponíveis. Em 1988, Edwin Jaynes apresentou uma estrutura para usar a probabilidade bayesiana para modelar processos mentais. Assim, percebeu-se que a estrutura estatística bayesiana tem o potencial de levar a insights sobre a função do sistema nervoso.
Esta ideia foi retomada em pesquisas sobre aprendizagem não supervisionada, em particular a abordagem de Análise por Síntese, ramo da aprendizagem de máquina. Em 1983, Geoffrey Hinton e colegas propuseram que o cérebro poderia ser visto como uma máquina que toma decisões com base nas incertezas do mundo exterior. Durante a década de 1990, pesquisadores como Peter Dayan, Geoffrey Hinton e Richard Zemel propuseram que o cérebro representa o conhecimento do mundo em termos de probabilidades e fizeram propostas específicas para processos neurais tratáveis que poderiam manifestar uma máquina de Helmholtz.

## Psicofísica
Uma ampla gama de estudos interpreta os resultados de experimentos psicofísicos à luz de modelos perceptivos bayesianos. Muitos aspectos do comportamento perceptivo e motor humano podem ser modelados com estatísticas bayesianas. Essa abordagem, com ênfase em resultados comportamentais como as expressões máximas do processamento de informações neurais, também é conhecida por modelar decisões sensoriais e motoras usando a teoria de decisão bayesiana. Exemplos são os trabalhos de Landy, Jacobs, Jordan, Knill, Kording e Wolpert, e Goldreich.

## Codificação neural
Muitos estudos teóricos questionam como o sistema nervoso poderia implementar algoritmos bayesianos. Exemplos são os trabalhos de Pouget, Zemel, Deneve, Latham, Hinton e Dayan. George e Hawkins publicaram um artigo que estabelece um modelo de processamento de informações corticais chamado memória temporal hierárquica, baseado na rede bayesiana de cadeias de Markov. Eles mapeiam ainda mais este modelo matemático para o conhecimento existente sobre a arquitetura do córtex e mostram como os neurônios podem reconhecer padrões por inferência bayesiana hierárquica.

## Codificação preditiva
A codificação preditiva é um esquema neurobiologicamente plausível para inferir as causas da entrada sensorial com base na minimização do erro de previsão. Esses esquemas estão relacionados formalmente à filtragem de Kalman e outros esquemas de atualização bayesiana.

## Energia livre
Durante a década de 1990, alguns pesquisadores como Geoffrey Hinton e Karl Friston começaram a examinar o conceito de energia livre como uma medida calculável e tratável da discrepância entre as características reais do mundo e as representações dessas características capturadas pelos modelos de redes neurais. Uma síntese foi tentada recentemente por Karl Friston, na qual o cérebro bayesiano emerge de um princípio geral de minimização de energia livre. Neste contexto, tanto a ação como a percepção são vistas como uma consequência da supressão da energia livre, levando à inferência perceptiva e ativa e a uma visão mais incorporada (enativa) do cérebro bayesiano. Usando métodos bayesianos variacionais, pode-se mostrar como modelos internos do mundo são atualizados por informações sensoriais para minimizar a energia livre ou a discrepância entre a entrada sensorial e as previsões dessa entrada. Isso pode ser expresso (em termos neurobiologicamente plausíveis) como codificação preditiva ou, mais genericamente, filtragem bayesiana.

Segundo Friston:
"A energia livre considerada aqui representa um limite na surpresa inerente a qualquer troca com o ambiente, sob expectativas codificadas por seu estado ou configuração. Um sistema pode minimizar a energia livre alterando sua configuração para alterar a maneira como ele amostra o ambiente, ou para alterar suas expectativas. Essas mudanças correspondem à ação e à percepção, respectivamente, e levam a uma troca adaptativa com o ambiente que é característica de sistemas biológicos. Esse tratamento implica que o estado e a estrutura do sistema codificam um modelo implícito e probabilístico do ambiente."
Esta área de investigação foi resumida em termos compreensíveis para o leigo num artigo de 2008 na New Scientist que ofereceu uma teoria unificadora da função cerebral. Friston faz as seguintes afirmações sobre o poder explicativo da teoria:
"Este modelo de função cerebral pode explicar uma ampla gama de aspectos anatômicos e fisiológicos dos sistemas cerebrais; por exemplo, a implantação hierárquica de áreas corticais, arquiteturas recorrentes usando conexões para frente e para trás e assimetrias funcionais nessas conexões. Em termos de fisiologia sináptica, ele prevê plasticidade associativa e, para modelos dinâmicos, plasticidade dependente do tempo de pico. Em termos de eletrofisiologia, ele considera efeitos de campo receptivo clássicos e extraclássicos e componentes endógenos ou de longa latência de respostas corticais evocadas. Ele prevê a atenuação de respostas que codificam erro de predição com aprendizagem perceptual e explica muitos fenômenos como supressão de repetição, potencial de disparidade e o P300 na eletroencefalografia. Em termos psicofísicos, ele considera os correlatos comportamentais desses fenômenos fisiológicos, por exemplo, pré-ativação e precedência global."
"É bastante fácil mostrar que tanto a inferência perceptiva como a aprendizagem assentam na minimização da energia livre ou na supressão do erro de previsão."